# Tancolol, Veracruz
Tancolol är en ort i Mexiko.   Den ligger i kommunen Chontla och delstaten Veracruz, i den sydöstra delen av landet, 240 km nordost om huvudstaden Mexico City. Tancolol ligger 132 meter över havet och antalet invånare är 337.
Terrängen runt Tancolol är varierad. Runt Tancolol är det ganska tätbefolkat, med 67 invånare per kvadratkilometer. Närmaste större samhälle är Tepetzintla, 19,4 km sydost om Tancolol. Trakten runt Tancolol består till största delen av jordbruksmark.